# 2. florbalová liga mužů 2001/2002
2. florbalová liga mužů 2001/2002 byla druhou nejvyšší mužskou florbalovou soutěží v Česku v sezóně 2001/2002.
Soutěž odehrálo 12 týmů systémem dvakrát každý s každým. První dva týmy postoupily do 1. ligy. Poslední tři týmy sestoupily do 3. ligy.
Na prvním postupovém místě skončil tým FBK Bohemians Praha, který se probojoval do 2. ligy teprve v minulé sezóně. Druhým postupujícím byl tým SK Jihlava. Týmy v 1. lize nahradily sestupující týmy FBC Liberec a FBC 95 Kadaň.

## Konečná tabulka soutěže
| Poř. | Tým                      | Záp. | Výh. | Rem. | Pro. | Branky    | Body |
| ---- | ------------------------ | ---- | ---- | ---- | ---- | --------- | ---- |
| 1.   | FBK Bohemians Praha      | 22   | 18   | 4    | 0    | 164 : 571 | 40   |
| 2.   | SK Jihlava               | 22   | 16   | 0    | 6    | 116 : 831 | 32   |
| 3.   | North Stars Ostrava      | 22   | 13   | 4    | 5    | 101 : 671 | 30   |
| 4.   | SKP Nymburk              | 22   | 11   | 3    | 8    | 174 : 761 | 25   |
| 5.   | Orka Stará Boleslav      | 22   | 9    | 5    | 8    | 171 : 681 | 23   |
| 6.   | AGC Malá Strana          | 22   | 11   | 0    | 11   | 104 : 104 | 22   |
| 7.   | MDDM Ostrov              | 22   | 8    | 3    | 11   | 118 : 153 | 19   |
| 8.   | TJ JM Mentos Chodov B    | 22   | 7    | 5    | 10   | 182 : 961 | 19   |
| 9.   | Litolica IBK Lysá n/L    | 22   | 6    | 5    | 11   | 176 : 941 | 17   |
| 10.  | Slavia Team 96 Havířov   | 22   | 7    | 1    | 14   | 180 : 111 | 15   |
| 11.  | Erupting Dragons H. Brod | 22   | 4    | 5    | 13   | 108 : 140 | 13   |
| 12.  | Hippos Žďár n/S          | 22   | 1    | 7    | 14   | 171 : 116 | 9    |

O pořadí na 7. a 8. místě rozhodla vzájemná utkání MDDM Ostrov a TJ JM Mentos Chodov B.